# Monika Rosa
Monika Anna Rosa (ur. 24 kwietnia 1986 w Czeladzi) – polska polityk i politolog, posłanka na Sejm VIII, IX i X kadencji.

## Życiorys
Jest Ślązaczką, identyfikuje się jako osoba narodowości śląskiej. Wychowywała się w Gliwicach, skąd pochodzą jej rodzice.
Ukończyła politologię na Wydziale Nauk Społecznych Uniwersytetu Śląskiego w Katowicach. Pracowała w Radiu CCM, a w latach 2008–2010 zajmowała stanowisko koordynatorki w dziale HR Opteam Poland w Katowicach. Od 2010 była urzędniczką w Kancelarii Prezydenta RP w okresie prezydentury Bronisława Komorowskiego, pełniła obowiązki zastępcy dyrektora Zespołu Obsługi Bieżącej w Gabinecie Prezydenta RP. Zajmowała się koordynowaniem obchodów 25. rocznicy wyborów z 1989.
Współtworzyła czasopismo „Liberté!”, weszła w skład jego redakcji. Działała w Młodym Centrum, następnie w Stowarzyszeniu Projekt: Polska.
W wyborach parlamentarnych w 2015 kandydowała do Sejmu w okręgu katowickim z pierwszego miejsca na liście Nowoczesnej Ryszarda Petru. Uzyskała mandat posłanki VIII kadencji, otrzymując 20 126 głosów. W wyborach w 2019 z powodzeniem ubiegała się o reelekcję z ramienia Koalicji Obywatelskiej, otrzymując 13 918 głosów. W Sejmie IX kadencji została członkinią m.in. Komisji Mniejszości Narodowych i Etnicznych, Komisji Polityki Społecznej i Rodziny oraz Komisji Zdrowia. W wyborach w 2023 po raz trzeci z rzędu uzyskała mandat poselski (z wynikiem 44 857 głosów). Została wiceprzewodniczącą Klubu Parlamentarnego KO, przewodniczącą Komisji do Spraw Dzieci i Młodzieży, zastępczynią przewodniczącej Komisji Mniejszości Narodowych i Etnicznych oraz członkinią Komisji Polityki Społecznej i Rodziny.

## Wyniki wyborcze
| Wybory | Komitet wyborczy | Komitet wyborczy     | Organ              | Okręg | Wynik          |
| ------ | ---------------- | -------------------- | ------------------ | ----- | -------------- |
| 2015   |                  | Nowoczesna           | Sejm VIII kadencji | nr 31 | 20 126 (4,89%) |
| 2019   |                  | Koalicja Obywatelska | Sejm IX kadencji   | nr 31 | 13 918 (2,96%) |
| 2023   | Sejm X kadencji  | Koalicja Obywatelska | 44 857 (8,53%)     | nr 31 |                |